# The Place Beyond the Pines
The Place Beyond the Pines är en amerikansk kriminal- och dramafilm från 2012, regisserad av Derek Cianfrance och skriven av Cianfrance, Ben Coccio, och Darius Marder. Filmens skådespelare är bland andra Ryan Gosling, Bradley Cooper, Eva Mendes, Emory Cohen och Dane DeHaan, med Ben Mendelsohn, Rose Byrne, Mahershalalhashbaz Ali, Bruce Greenwood, Harris Yulin, och Ray Liotta i biroller. Filmen återförenar Cianfrance och Gosling, som arbetade tillsammans med Blue Valentine från 2010.